# Österreichische Hotelvertragsbedingungen
Die Österreichischen Hotelvertragsbedingungen (ÖHVB) waren ein bedeutendes Vertragswerk im österreichischen Beherbergungsgewerbe, das die Beziehung zwischen Hoteliers und Gästen regelte. Sie dienten als standardisierte Grundlage für Beherbergungsverträge und boten sowohl Unternehmern als auch Gästen Rechtssicherheit, sofern kein individueller Vertrag zwischen den Parteien geschlossen wurde. Die ÖHVB umfassten verschiedene Aspekte des Beherbergungsvertrags, darunter Vertragsabschluss, Beginn und Ende der Beherbergung, Rechte und Pflichten beider Parteien sowie Haftungsfragen. Die letzte Fassung der ÖHVB wurde am 23. September 1981 beschlossen und galt bis zu ihrer Ablösung durch die Allgemeinen Geschäftsbedingungen für die Hotellerie (AGBH) im Jahr 2006.

## Zweck und Anwendungsbereich
Als bedeutendes Vertragswerk im österreichischen Beherbergungsgewerbe war der primäre Zweck der Österreichischen Hotelvertragsbedingungen (ÖHVB) die Regelung des Verhältnisses zwischen Hotelier und Gast in Österreich, sofern kein individueller Vertrag zwischen den Parteien geschlossen wurde. Dabei dienten die ÖHVB als standardisierte Grundlage für Beherbergungsverträge und boten sowohl Unternehmern als auch Gästen Rechtssicherheit. Sie umfassten verschiedene Aspekte des Beherbergungsvertrags, darunter Vertragsabschluss, Beginn und Ende der Beherbergung, Rechte und Pflichten beider Parteien sowie Haftungsfragen.
Der Anwendungsbereich der ÖHVB erstreckte sich ausschließlich auf direkte Verträge zwischen Beherbergungsbetrieben und Gästen. Wichtig war hierbei, dass sie nicht für Verträge galten, die durch Reiseunternehmen vermittelt wurden. Für solche Fälle existierte ein separates Kooperationsabkommen.
Um die ÖHVB als Vertragsbestandteil zu etablieren, mussten sie explizit mit dem Vertragspartner vereinbart werden. Es wurde empfohlen, die Bedingungen im Betrieb auszulegen und dem Gast die Möglichkeit zu geben, auf Verlangen Einsicht zu nehmen. Bei regelmäßiger Verwendung bestand gemäß § 73 Abs. 1 der Gewerbeordnung sogar die Verpflichtung, die Vertragsbedingungen in den für Gäste zugänglichen Räumlichkeiten sichtbar zu machen.
Die ÖHVB regelten unter anderem detailliert die Stornobedingungen. So sahen sie beispielsweise vor, dass bis spätestens drei Monate vor dem vereinbarten Ankunftstag der Vertrag von beiden Seiten kostenfrei aufgelöst werden konnte. Bei späteren Stornierungen oder vorzeitiger Abreise des Gastes galten spezifische Regelungen bezüglich der zu zahlenden Entgelte.
Es war zu beachten, dass die ÖHVB kein Gesetz darstellten und somit nicht zwingend anzuwenden waren. Sie dienten vielmehr als Leitfaden für mögliche Vertragspunkte. Ihre Verwendung bot den Vorteil, dass sie im Gegensatz zu eigenständig erarbeiteten Bedingungen in der Regel nicht als sittenwidrig oder unwirksam eingestuft wurden.
Die letzte Fassung der ÖHVB wurde am 23. September 1981 im Rahmen der 93. Ausschusssitzung des Fachverbands Hotellerie in der Wirtschaftskammer Österreich beschlossen. Die ÖHVB wurden im Jahr 2006 durch die Allgemeinen Geschäftsbedingungen für die Hotellerie (AGBH 2006) ersetzt. Trotz dieser Ablösung fanden die ÖHVB in der Praxis teilweise noch Anwendung, wie aus der Tatsache ersichtlich wurde, dass einige Beherbergungsbetriebe sie weiterhin in ihren Allgemeinen Geschäftsbedingungen (AGB) aufführten.

## Vertragsabschluss und Geltung
Der Vertragsabschluss nach den Österreichischen Hotelvertragsbedingungen (ÖHVB) erfolgte in der Regel durch die Annahme der schriftlichen oder mündlichen Bestellung des Gastes durch den Beherberger. Dabei galt im Zweifelsfall der Besteller als Vertragspartner des Beherbergers, auch wenn er für andere namentlich genannte Personen bestellt oder mitbestellt hatte. Die ÖHVB sahen vor, dass eine Anzahlung vereinbart werden konnte.
Die Geltung der ÖHVB erstreckte sich auf das Verhältnis zwischen Beherberger und Gast, wobei sie jenen Vertragsinhalt darstellten, zu welchem die österreichischen Beherberger üblicherweise mit ihren in- und ausländischen Gästen Beherbergungsverträge abschlossen. Allerdings schlossen die ÖHVB Sondervereinbarungen nicht aus und waren gegenüber im Einzelnen getroffenen Vereinbarungen subsidiär. Ein besonders wichtiger Aspekt der ÖHVB war die Regelung der Stornobedingungen in § 5. Diese Bestimmung legte fest, unter welchen Umständen und mit welchen finanziellen Konsequenzen ein Gast von einem bereits geschlossenen Beherbergungsvertrag zurücktreten konnte. Die ÖHVB wurden am 23. September 1981 im Rahmen der 93. Ausschusssitzung des Fachverbandes Hotellerie beschlossen. Sie galten als maßgebliches Regelwerk für die österreichische Hotellerie bis zu ihrer Ablösung durch die Allgemeinen Geschäftsbedingungen für die Hotellerie (AGBH) im Jahr 2006.

## Inhalt

### Wesentliche Inhalte
Die Österreichischen Hotelvertragsbedingungen (ÖHVB) stellten bis zu ihrer Ablösung durch die Allgemeinen Geschäftsbedingungen für die Hotellerie (AGBH) im Jahr 2006 ein bedeutendes Vertragswerk dar, das die Beziehung zwischen Hoteliers und Gästen in Österreich regelte. Diese Bedingungen fanden Anwendung, sofern kein individueller Vertrag zwischen den Parteien geschlossen wurde.
Die ÖHVB definierten zunächst den Vertragsabschluss und die beteiligten Parteien. Als Vertragspartner des Beherbergers galt im Zweifelsfall der Besteller, auch wenn er für andere namentlich genannte Personen reservierte. Der Beherbergungsvertrag kam in der Regel durch die Annahme der schriftlichen oder mündlichen Bestellung des Gastes durch den Beherberger zustande. Es konnte vereinbart werden, dass der Gast eine Anzahlung leistet.
Ein zentraler Aspekt der ÖHVB war die Regelung des Beginns und Endes der Beherbergung. Der Gast hatte das Recht, die gemieteten Räume ab 14 Uhr des vereinbarten Tages zu beziehen. Am Abreisetag mussten die Räume bis 12 Uhr freigegeben werden. Falls der Gast sein Zimmer nicht rechtzeitig räumte, war der Beherberger berechtigt, den Zimmerpreis für einen weiteren Tag in Rechnung zu stellen.
Die ÖHVB definierten auch die Rechte und Pflichten beider Vertragsparteien. Der Gast erwarb das Recht auf den üblichen Gebrauch der gemieteten Räume und der allgemein zugänglichen Einrichtungen des Beherbergungsbetriebes. Der Beherberger war verpflichtet, die vereinbarten Leistungen in einem dem Standard entsprechenden Umfang zu erbringen.
Ein besonders wichtiger Abschnitt der ÖHVB betraf die Stornobedingungen. Diese regelten die Konsequenzen einer Annullierung der Buchung durch den Gast. Die Stornobedingungen sahen vor, dass bis spätestens drei Monate vor dem vereinbarten Ankunftstag des Gastes eine Annullierung ohne Stornogebühr möglich war.
Die ÖHVB enthielten auch Bestimmungen zur Beendigung des Beherbergungsvertrages. Der Beherberger war berechtigt, den Vertrag mit sofortiger Wirkung aufzulösen, wenn der Gast von den Räumlichkeiten einen erheblich nachteiligen Gebrauch machte, durch sein Verhalten anderen Gästen das Zusammenwohnen verleidete oder sich einer strafbaren Handlung schuldig machte.
Hinsichtlich der Haftung des Beherbergers für Schäden enthielten die ÖHVB ebenfalls Regelungen. Der Beherberger haftete für Schäden, die ein Gast erlitt, wenn sich der Schaden im Rahmen des Betriebes ereignete und den Beherberger oder seine Dienstnehmer ein Verschulden traf.
Die ÖHVB regelten auch den Fall einer Erkrankung oder des Todes eines Gastes im Beherbergungsbetrieb. In solchen Fällen war der Beherberger berechtigt, Ersatz für etwaige Kosten zu verlangen, die durch die Erkrankung oder den Todesfall entstanden waren.

### Vertragsinhalt der ÖHVB

#### § 1 Allgemeines
Die (allgemeinen) Österreichischen Hotelvertragsbedingungen stellen jenen Vertragsinhalt dar, zu welchem die österreichischen Beherberger üblicherweise mit ihren Gästen Beherbergungsverträge abschließen.
Die Österreichischen Hotelvertragsbedingungen schließen Sondervereinbarungen nicht aus.

#### § 2 Vertragspartner
1. Als Vertragspartner des Beherbergers gilt im Zweifelsfalle der Besteller, auch wenn er für andere namentlich genannte Personen bestellt oder mitbestellt hat.
2. Die Beherbergung in Anspruch nehmende Personen sind Gäste im Sinne der Vertragsbedingungen.

#### § 3 Vertragsabschluss, Anzahlung
1. Der Beherbergungsvertrag kommt in der Regel durch die Annahme der schriftlichen oder mündlichen Bestellung des Gastes durch den Beherberger zustande.
2. Es kann vereinbart werden, dass der Gast eine Anzahlung leistet.

#### § 4 Beginn und Ende der Beherbergung
1. Der Gast hat das Recht, die gemieteten Räume ab 14 Uhr des vereinbarten Tages zu beziehen.
2. Der Beherberger hat das Recht, für den Fall, dass der Gast bis 18 Uhr des vereinbarten Ankunftstages nicht erscheint, vom Vertrag zurückzutreten, es sei denn, dass ein späterer Ankunftszeitpunkt vereinbart wurde.
3. Hat der Gast eine Anzahlung geleistet, so bleibt (bleiben) dagegen der Raum (die Räume) bis spätestens 12 Uhr des folgenden Tages reserviert.
4. Wird ein Zimmer erstmalig vor 6 Uhr früh in Anspruch genommen, so zählt die vorhergegangene Nacht als erste Übernachtung.
5. Die gemieteten Räume sind durch den Gast am Tag der Abreise bis 12 Uhr freizumachen.

#### § 5 Rücktritt vom Beherbergungsvertrag
1. Bis spätestens drei Monate vor dem vereinbarten Ankunftstag des Gastes kann der Beherbergungsvertrag ohne Entrichtung einer Stornogebühr von beiden Vertragspartnern durch einseitige Erklärung aufgelöst werden.
Die Stornoerklärung muss bis spätestens drei Monate vor dem vereinbarten Ankunftstag des Gastes in den Händen des Vertragspartners sein.
2. Bis spätestens einen Monat vor dem vereinbarten Ankunftstag des Gastes kann der Beherbergungsvertrag von beiden Vertragspartnern durch einseitige Erklärung aufgelöst werden, es ist jedoch eine Stornogebühr im Ausmaß des Zimmerpreises für drei Tage zu bezahlen.
Die Stornoerklärung muss bis spätestens einen Monat vor dem vereinbarten Ankunftstag des Gastes in den Händen des Vertragspartners sein.
3. Auch wenn der Gast die bestellten Räume bzw. die Pensionsleistung nicht in Anspruch nimmt, ist er dem Beherberger gegenüber zur Bezahlung des vereinbarten Entgeltes verpflichtet. Der Beherberger muss jedoch in Abzug bringen, was er sich infolge Nichtinanspruchnahme seines Leistungsangebots erspart oder was er durch anderweitige Vermietung der bestellten Räume erhalten hat. Erfahrungsgemäß werden in den meisten Fällen die Ersparungen des Betriebes infolge des Unterbleibens der Leistung 20 Prozent des Zimmerpreises sowie 30 Prozent des Verpflegungspreises betragen.
4. Dem Beherberger obliegt es, sich um eine anderweitige Vermietung der nicht in Anspruch genommenen Räume den Umständen entsprechend zu bemühen (§ 1107 ABGB).

#### § 6 Beistellung einer Ersatzunterkunft
1. Der Beherberger kann dem Gast eine adäquate Ersatzunterkunft zur Verfügung stellen, wenn dies dem Gast zumutbar ist, besonders weil die Abweichung geringfügig und sachlich gerechtfertigt ist.
2. Eine sachliche Rechtfertigung ist beispielsweise dann gegeben, wenn der Raum (die Räume) unbenützbar geworden ist, bereits einquartierte Gäste ihren Aufenthalt verlängern oder sonstige wichtige betriebliche Maßnahmen diesen Schritt bedingen.
3. Allfällige Mehraufwendungen für das Ersatzquartier gehen auf Kosten des Beherbergers.

#### § 7 Rechte des Gastes
1. Durch den Abschluss eines Beherbergungsvertrages erwirbt der Gast das Recht auf den üblichen Gebrauch der gemieteten Räume, der Einrichtungen des Beherbergungsbetriebes, die üblicherweise und ohne besondere Bedingungen den Gästen zur Benützung zugänglich sind, und auf die übliche Bedienung.
2. Der Gast hat das Recht, die gemieteten Räume ab 14 Uhr des vereinbarten Tages zu beziehen.
3. Ist Vollpension oder Halbpension vereinbart, so hat der Gast das Recht, für Mahlzeiten, die er nicht in Anspruch nimmt, eine angemessene Ersatzverpflegung (Lunchpaket) oder einen Bon zu verlangen, sofern er dies rechtzeitig, das ist bis 18 Uhr des Vortages, gemeldet hat.
4. Sonst hat der Gast bei Leistungsbereitschaft des Beherbergers, wenn er die vereinbarten Mahlzeiten nicht innerhalb der üblichen Tageszeiten und in den hierfür bestimmten Räumlichkeiten in Anspruch nimmt, keinen Ersatzanspruch.

#### § 8 Pflichten des Gastes
1. Bei Beendigung des Beherbergungsvertrages ist das vereinbarte Entgelt zu bezahlen. Fremdwährungen werden vom Beherberger nach Tunlichkeit zum Tageskurs in Zahlung genommen.
Der Beherberger ist nicht verpflichtet, bargeldlose Zahlungsmittel wie Schecks, Kreditkarten, Bons, Vouchers usw. anzunehmen.
Alle bei Annahme dieser Wertpapiere notwendigen Kosten, etwa für Telegramme, Erkundigungen usw. gehen zu Lasten des Gastes.
2. Wenn Nahrungsmittel oder Getränke im Beherbergungsbetrieb erhältlich sind, aber dorthin mitgebracht und in öffentlichen Räumen verzehrt werden, so ist der Beherberger berechtigt, eine angemessene Entschädigung in Rechnung zu stellen (bei Getränken Stoppelgeld genannt).
3. Vor Inbetriebnahme von elektrischen Geräten, welche von den Gästen mitgebracht werden und welche nicht zum üblichen Reisebedarf gehören, ist die Zustimmung des Beherbergers einzuholen.
4. Für den vom Gast verursachten Schaden gelten die Vorschriften des Schadenersatzrechtes. Daher haftet der Gast für jeden Schaden und Nachteil, den der Beherberger oder dritte Personen durch sein Verschulden oder durch das Verschulden seiner Begleiter oder anderer Personen, für die er verantwortlich ist, erleidet, und zwar auch dann, wenn der Geschädigte berechtigt ist, zur Schadenersatzleistung direkt den Beherberger in Anspruch zu nehmen.

#### § 9 Rechte des Beherbergers
1. Verweigert der Gast die Zahlung des bedungenen Entgelts oder ist er damit im Rückstand, so steht dem Inhaber des Beherbergungsbetriebes das Recht zu, zur Sicherung seiner Forderung aus der Beherbergung und Verpflegung sowie seiner Auslagen für den Gast, die eingebrachten Sachen zurückzubehalten (§ 970 c ABGB gesetzliches Zurückbehaltungsrecht).
2. Der Beherberger hat zur Sicherstellung des vereinbarten Entgelts das Pfandrecht an den vom Gast eingebrachten Gegenständen (§ 1101 ABGB gesetzliches Pfandrecht des Beherbergers).
3. Wird das Service im Zimmer des Gastes oder zu außergewöhnlichen Tageszeiten verlangt, so ist der Beherberger berechtigt, dafür ein Sonderentgelt zu verlangen; dieses Sonderentgelt ist jedoch auf der Zimmerpreistafel auszuzeichnen. Er kann diese Leistungen aus betrieblichen Gründen auch ablehnen.

#### § 10 Pflichten des Beherbergers
1. Der Beherberger ist verpflichtet, die vereinbarten Leistungen in einem dem Standard entsprechenden Umfang zu erbringen.
2. Auszeichnungspflichtige Sonderleistungen des Beherbergers, die nicht im Beherbergungsentgelt inbegriffen sind:
  1. Sonderleistungen der Beherbergung, die gesondert in Rechnung gestellt werden können, wie die Bereitstellung von Salons, Sauna und Hallenbad, Schwimmbad, Solarium, Stockwerkbad, Garagierung usw.
  2. für die Bereitstellung von Zusatz- bzw. Kinderbetten wird ein ermäßigter Preis berechnet.
3. Die ausgezeichneten Preise haben Inklusivpreise zu sein.

#### § 11 Haftung des Beherbergers für Schäden
1. Der Beherberger haftet für Schäden, die ein Gast erleidet, wenn sich der Schaden im Rahmen des Betriebes ereignet hat und ihn oder seine Dienstnehmer ein Verschulden trifft.
2. Haftung für eingebrachte Gegenstände. Darüber hinaus haftet der Beherberger als Verwahrer für die von den aufgenommenen Gästen eingebrachten Sachen bis zu einem Höchstbetrag von EUR 1100, sofern er nicht beweist, dass der Schaden weder durch ihn oder einen seiner Dienstnehmer verschuldet noch durch fremde, im Haus aus- und eingehende Personen verursacht wurde.
Unter diesen Umständen haftet der Beherberger für Kostbarkeiten, Geld und Wertpapiere bis zu einem Höchstbetrag von EUR 550, es sei denn, dass er diese Sachen in Kenntnis ihrer Beschaffenheit in Verwahrung genommen hat oder dass der Schaden von ihm selbst oder seinen Dienstnehmern verschuldet wurde und er daher unbeschränkt haftet. Eine Ablehnung der Haftung durch Anschlag ist rechtlich ohne Wirkung.
Die Verwahrung von Kostbarkeiten, Geld und Wertpapieren kann verweigert werden, wenn es sich um wesentlich wertvollere Gegenstände handelt, als Gäste des betreffenden Betriebes gewöhnlich in Verwahrung geben. Vereinbarungen, durch welche die Haftung unter das in den obigen Absätzen genannte Maß herabgesetzt werden soll, sind unwirksam. Sachen gelten dann als eingebracht, wenn sie von einer im Dienst des Beherbergungsbetriebes stehenden Person übernommen, an einen von dieser zugewiesenen oder hierfür bestimmten Platz gebracht werden (Insbesondere §§ 970 ff. ABGB).

#### § 12 Tierhaltung
1. Tiere dürfen nur nach vorheriger Bewilligung und allenfalls gegen eine besondere Vergütung in den Beherbergungsbetrieb gebracht werden.
In den Salons, Gesellschafts- und Restauranträumen dürfen sich Tiere nicht aufhalten.
2. Der Gast haftet für den Schaden, den mitgebrachte Tiere anrichten, entsprechend den für den Tierhalter geltenden gesetzlichen Vorschriften (§ 1320 ABGB).

#### § 13 Verlängerung der Beherbergung
Eine Verlängerung des Aufenthaltes durch den Gast erfordert die Zustimmung des Beherbergers.

#### § 14 Beendigung der Beherbergung
1. Wurde der Beherbergungsvertrag auf bestimmte Zeit vereinbart, so endet er mit dem Zeitablauf. Reist der Gast vorzeitig ab, so ist der Beherberger berechtigt, das volle vereinbarte Entgelt zu verlangen.
Dem Beherberger obliegt es jedoch, sich um eine anderweitige Vermietung der nicht in Anspruch genommenen Räume, den Umständen entsprechend, zu bemühen.
Im Übrigen gilt die Regelung in § 5 (5) sinngemäß (Abzugprozente).
2. Durch den Tod eines Gastes endet der Vertrag mit dem Beherberger.
3. Wurde der Beherbergungsvertrag auf unbestimmte Zeit abgeschlossen, so können die Vertragspartner den Vertrag bei Einhaltung einer Kündigungsfrist von drei Tagen jederzeit lösen. Die Kündigung muss den Vertragspartner vor 10 Uhr erreichen, ansonsten gilt dieser Tag nicht als erster Tag der Kündigungsfrist, sondern erst der darauffolgende Tag.
4. Wenn der Gast sein Zimmer nicht bis 12 Uhr räumt, ist der Beherberger berechtigt, den Zimmerpreis für einen weiteren Tag in Rechnung zu stellen.
5. Der Beherberger ist berechtigt, den Beherbergungsvertrag mit sofortiger Wirkung aufzulösen, wenn der Gast
  1. von den Räumlichkeiten einen erheblich nachteiligen Gebrauch macht oder durch sein rücksichtsloses, anstößiges oder sonst grob ungehöriges Verhalten den übrigen Mitbewohnern das Zusammenwohnen verleidet oder sich gegenüber dem Beherberger und seinen Leuten oder einer im Beherbergungsbetrieb wohnenden Person einer mit Strafe bedrohten Handlung gegen das Eigentum, die Sittlichkeit oder die körperliche Sicherheit schuldig macht;
  2. von einer ansteckenden oder die Beherbergungsdauer übersteigenden Krankheit befallen oder pflegebedürftig wird;
  3. die ihm vorgelegte Rechnung über Aufforderung in einer zumutbar gesetzten Frist nicht bezahlt.
6. Wenn die Vertragserfüllung durch ein als höhere Gewalt zu wertendes Ereignis unmöglich wird, wird der Vertrag aufgelöst.
Der Beherberger ist jedoch verpflichtet, das bereits empfangene Entgelt anteilsmäßig zurückzugeben, so dass er aus dem Ereignis keinen Gewinn zieht (§ 1447 ABGB).

#### § 15 Erkrankung oder Tod des Gastes im Beherbergungsbetrieb
1. Erkrankt ein Gast während seines Aufenthaltes im Beherbergungsbetrieb, so hat der Beherberger die Pflicht, für ärztliche Betreuung zu sorgen, wenn dies notwendig ist und der Gast hierzu selbst nicht in der Lage ist.
Der Beherberger hat folgenden Kostenersatzanspruch gegenüber dem Gast bzw. bei Todesfall gegen seinen Rechtsnachfolger:
  1. allfälliger Ersatz vom Gast noch nicht beglichener Arztkosten;
  2. für die erforderliche Raumdesinfektion, wenn diese vom Amtsarzt angeordnet wird;
  3. allenfalls Ersatz für die unbrauchbar gewordene Wäsche, Bettwäsche und Betteinrichtung, gegen Ausfolgung dieser Gegenstände an den Rechtsnachfolger, andernfalls für die Desinfektion oder gründliche Reinigung aller dieser Gegenstände;
  4. für die Wiederherstellung von Wänden, Einrichtungsgegenständen, Teppichen usw., soweit diese in Zusammenhang mit der Erkrankung oder dem Todesfall verunreinigt oder beschädigt wurden;
  5. für die Zimmermiete, sowie sie in Zusammenhang mit der Erkrankung oder dem Todesfall durch zeitweise Unverwendbarkeit der Räume ausfällt (mindestens drei, höchstens sieben Tage).

#### § 16 Erfüllungsort und Gerichtsstand
1. Erfüllungsort ist der Ort, in dem der Beherbergungsbetrieb gelegen ist.
2. Für alle Streitigkeiten aus dem Beherbergungsvertrag wird das für den Beherbergungsbetrieb sachlich und örtlich zuständige Gericht vereinbart, außer
  1. der Gast hat als Verbraucher einen im Inland gelegenen Beschäftigungsort oder Wohnsitz; in diesem Fall wird als Gerichtsstand jener Ort, der vom Gast in der Anmeldung bekanntgegeben wurde, vereinbart;
  2. der Gast hat als Verbraucher nur einen inländischen Beschäftigungsort; in diesem Fall wird dieser als Gerichtsstand vereinbart.

## Ablösung durch die AGBH 2006
Die Ablösung der Österreichischen Hotelvertragsbedingungen (ÖHVB) durch die Allgemeinen Geschäftsbedingungen für die Hotellerie 2006 (AGBH 2006) stellte einen bedeutenden Wendepunkt in der rechtlichen Regulierung des österreichischen Hotelgewerbes dar. Die ÖHVB, die seit dem 23. September 1981 in Kraft waren, wurden nach 25 Jahren durch die moderneren und umfassenderen AGBH 2006 ersetzt.
Der Prozess der Ablösung begann mit der Erkenntnis, dass die ÖHVB nicht mehr zeitgemäß waren und den sich wandelnden Anforderungen der Hotellerie nicht mehr gerecht wurden. Die Österreichische Hoteliervereinigung (ÖHV) und die Wirtschaftskammer Österreich (WKO) arbeiteten gemeinsam an der Entwicklung der neuen Geschäftsbedingungen, um den veränderten rechtlichen und wirtschaftlichen Rahmenbedingungen Rechnung zu tragen.
Die AGBH 2006 traten am 15. November 2006 in Kraft und brachten mehrere wesentliche Neuerungen mit sich. Sie regelten unter anderem den Vertragsabschluss, Anzahlungen, Beginn und Ende der Beherbergung, Rücktrittsrechte, Stornogebühren und Haftungsfragen detaillierter als ihre Vorgänger. Ein wichtiger Aspekt war die Anpassung an die sich entwickelnde Rechtsprechung und die Berücksichtigung von Konsumentenschutzbestimmungen.
Die neuen Geschäftsbedingungen wurden in mehreren Sprachen verfasst, um ihre internationale Anwendbarkeit zu erhöhen. Dies war besonders wichtig für Österreich als beliebtes Touristenziel. Die mehrsprachige Verfügbarkeit erleichterte die Kommunikation mit ausländischen Gästen und trug zur Rechtssicherheit bei grenzüberschreitenden Buchungen bei.
Ein wesentlicher Unterschied zu den ÖHVB bestand darin, dass die AGBH 2006 explizit Sondervereinbarungen zwischen Hotelier und Gast zuließen und gegenüber individuell getroffenen Vereinbarungen subsidiär waren. Dies ermöglichte eine flexiblere Handhabung der Vertragsbeziehungen und berücksichtigte die zunehmende Individualisierung im Hotelgewerbe.
Die Einführung der AGBH 2006 wurde von umfangreichen Schulungs- und Informationsmaßnahmen begleitet. Die Österreichische Hoteliervereinigung und die Wirtschaftskammer Österreich organisierten Seminare und stellten Informationsmaterial zur Verfügung, um die Hoteliers mit den neuen Bestimmungen vertraut zu machen.
Die Ablösung der ÖHVB durch die AGBH 2006 wurde in der Branche überwiegend positiv aufgenommen. Die neuen Geschäftsbedingungen boten eine klarere Rechtsgrundlage für die Beziehungen zwischen Hoteliers und Gästen und trugen zur Professionalisierung des österreichischen Hotelgewerbes bei. Sie berücksichtigten auch die zunehmende Bedeutung elektronischer Buchungssysteme und die damit verbundenen rechtlichen Herausforderungen.